# Eleições legislativas na Grécia em junho de 2012
Uma nova eleição legislativa teve lugar na Grécia a 17 de junho de 2012, para eleger os 300 membros do Parlamento Grego, devido a não ter sido possível formar uma coligação governamental na sequência das eleições de maio. A Constituição determina que, se todas as tentativas de formar um governo fracassarem, o Chefe de Estado deve dissolver um parlamento recém-eleito e convocar novas eleições no prazo de 30 dias.
Face à vitória da Nova Democracia foi finalmente constituído um governo, tendo Antonis Samaras como primeiro-ministro.

## Resultados Oficiais
De acordo com os resultados preliminares das eleições, os dois maiores partidos foram a Nova Democracia e a Coligação da Esquerda Radical, com cerca de 29% e 27% dos votos, respetivamente. O terceiro partido foi o PASOK com cerca de 12-13%. Todos os outros partidos (incluindo os com representação parlamentar - ANEL, KKE, Aurora Dourada e DIMAR) tiverem menos que 10%.
| Partidos                    | Partidos                             | Votos                            | %                                | +/–                              | Lugares                          | +/–                              |
| --------------------------- | ------------------------------------ | -------------------------------- | -------------------------------- | -------------------------------- | -------------------------------- | -------------------------------- |
|                             | Nova Democracia                      | 1 825 497                        | 29,66 / 100,00                   | 10,81                            | 129 / 300                        | 21                               |
|                             | SYRIZA                               | 1 655 022                        | 26,89 / 100,00                   | 10,10                            | 71 / 300                         | 19                               |
|                             | Movimento Socialista Pan-helénico    | 756 024                          | 12,28 / 100,00                   | 0,90                             | 33 / 300                         | 8                                |
|                             | Gregos Independentes                 | 462 406                          | 7,51 / 100,00                    | 3,11                             | 20 / 300                         | 13                               |
|                             | Aurora Dourada                       | 426 025                          | 6,92 / 100,00                    | 0,05                             | 18 / 300                         | 3                                |
|                             | Esquerda Democrática                 | 384 986                          | 6,25 / 100,00                    | 0,14                             | 17 / 300                         | 2                                |
|                             | Partido Comunista da Grécia          | 227 227                          | 4,50 / 100,00                    | 3,98                             | 12 / 300                         | 14                               |
| Barreira Eleitoral de 3,00% |                                      |                                  |                                  |                                  |                                  |                                  |
|                             | Recrear Grécia-Drasi-Aliança Liberal | 98 140                           | 1,59 / 100,00                    | 2,36                             | 0 / 300                          | Estável                          |
|                             | Concentração Popular Ortodoxa        | 97 099                           | 1,58 / 100,00                    | 1,31                             | 0 / 300                          | Estável                          |
|                             | Outros                               | 173 038                          | 2,81 / 100,00                    |                                  | 0 / 300                          |                                  |
| Votos inválidos             | Votos inválidos                      | 61 334                           | 0,99 / 100,00                    | 1,37                             |                                  |                                  |
| Total                       | Total                                | 6 216 798                        | 100,00 / 100,00                  |                                  | 300 / 300                        |                                  |
| Eleitorado/Participação     | Eleitorado/Participação              | 9 947 876                        | 62,49 / 100,00                   | 2,63                             |                                  |                                  |
| Fonte                       | Fonte                                | Ministério do Interior da Grécia | Ministério do Interior da Grécia | Ministério do Interior da Grécia | Ministério do Interior da Grécia | Ministério do Interior da Grécia |
|                             |                                      |                                  |                                  |                                  |                                  |                                  |